# 孔雀の玉座

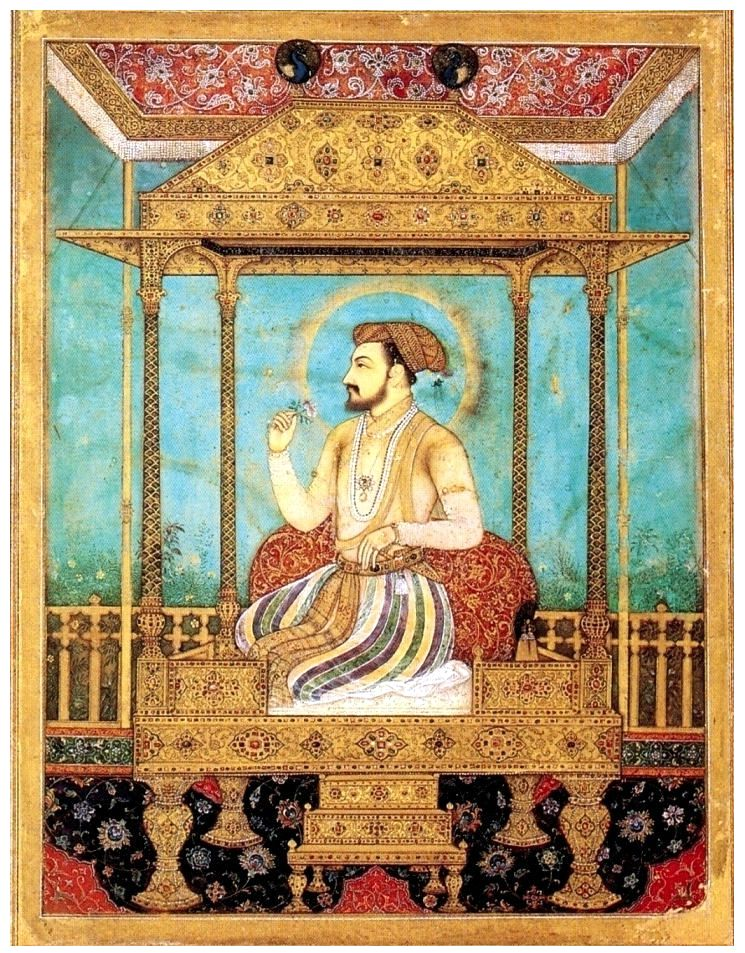
孔雀の玉座に座るシャー・ジャハーン（1635年）

孔雀の玉座（ペルシア語: تخت طاووس: タフテ・ターヴース, 英: Peacock Throne）は、当初ムガル朝の玉座として、のちにアフシャール朝のナーディル・シャーからパフラヴィー朝のモハンマド・レザー・シャーにいたるイランのシャーたちの玉座として用いられた。

## 歴史
孔雀の玉座の名はその背後に描かれた2羽の孔雀に由来する。その尾は広げられ、全体にサファイア、ルビー、エメラルド、真珠、その他の宝石が、生命を示す色合いにあわせてちりばめられている。この玉座は17世紀、ムガル朝のシャー・ジャハーンのために製作されたもので、帝都デリーの謁見の間（ディーワーニ・アーム）に置かれた。シャー・ジャハーンは有名なダイヤモンド「光の山」をこの玉座に配した。
フランス人宝石商タヴェルニエは1665年にデリーを訪れ、孔雀の玉座について次のように記述している。6フィート×4フィートのベッド（「タフテ」あるいは台）の形状で、20から25インチの高さの4本の黄金の足で支えられている。天蓋を支えるために12の支柱が横木から伸びている。この横木はルビーとエメラルドを交互にちりばめ、ダイヤモンドと真珠で飾られていた。玉座には全部で108の大きなルビーと116のエメラルドがあったが後者の多くは傷があるとしている。天蓋を支える12の支柱は見事な真珠が列をなしている。タヴェルニエはこの点をもっとも価値の高い部分であると考えた。玉座の価格見積にはベルニエのいう4カロール・ルピーからタヴェルニエのいう10クローレ・ルピーまで幅がある。ヒストリーチャンネルによると玉座は現在10億ドル相当の価値があるという。

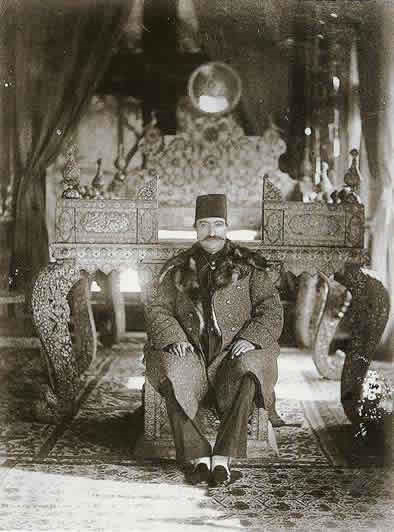
孔雀の玉座の前方に座すナーセロッディーン・シャー

アフシャール朝のナーディル・シャーが1738年、ムガル朝に侵攻。1739年のイランへの凱旋に際して、ムガル朝のムハンマド・シャーから奪った多くの宝石とともに孔雀の玉座のオリジナルも持ち去られた。
以降、孔雀の玉座は単なる玉座そのものだけでなく、イラン王権そのものを指す語となる。
ナーディル・シャーが1747年に暗殺されると、それによって起こった混乱のなかでオリジナルの孔雀の玉座は失われた。しかしながら、のちにイランの玉座は孔雀の玉座と称されるようになる。形状は台というよりむしろ椅子に似ている。そのような玉座の例の一つが「ナーデルの玉座」である。これは1812年、ファトフ・アリー・シャーのために製作された。もう一つの例として挙げられるのが1836年製造のモハンマド・シャーのための、これはそのまま「孔雀の玉座」と呼ばれた玉座である。